# Alameda de Alfonso XI
La alameda de Alfonso XI es la principal plaza y parque de la ciudad de San Roque (Cádiz). Está situada en el casco urbano del municipio, a 300 metros al oeste de la Iglesia de Santa María la Coronada, cumbre del cerro de San Roque.

## Características
La Alameda de Alfonso XI fue inaugurada en el año 1831. Recibe el nombre del rey Alfonso XI de Castilla, que murió en el asedio a Gibraltar durante la Reconquista.

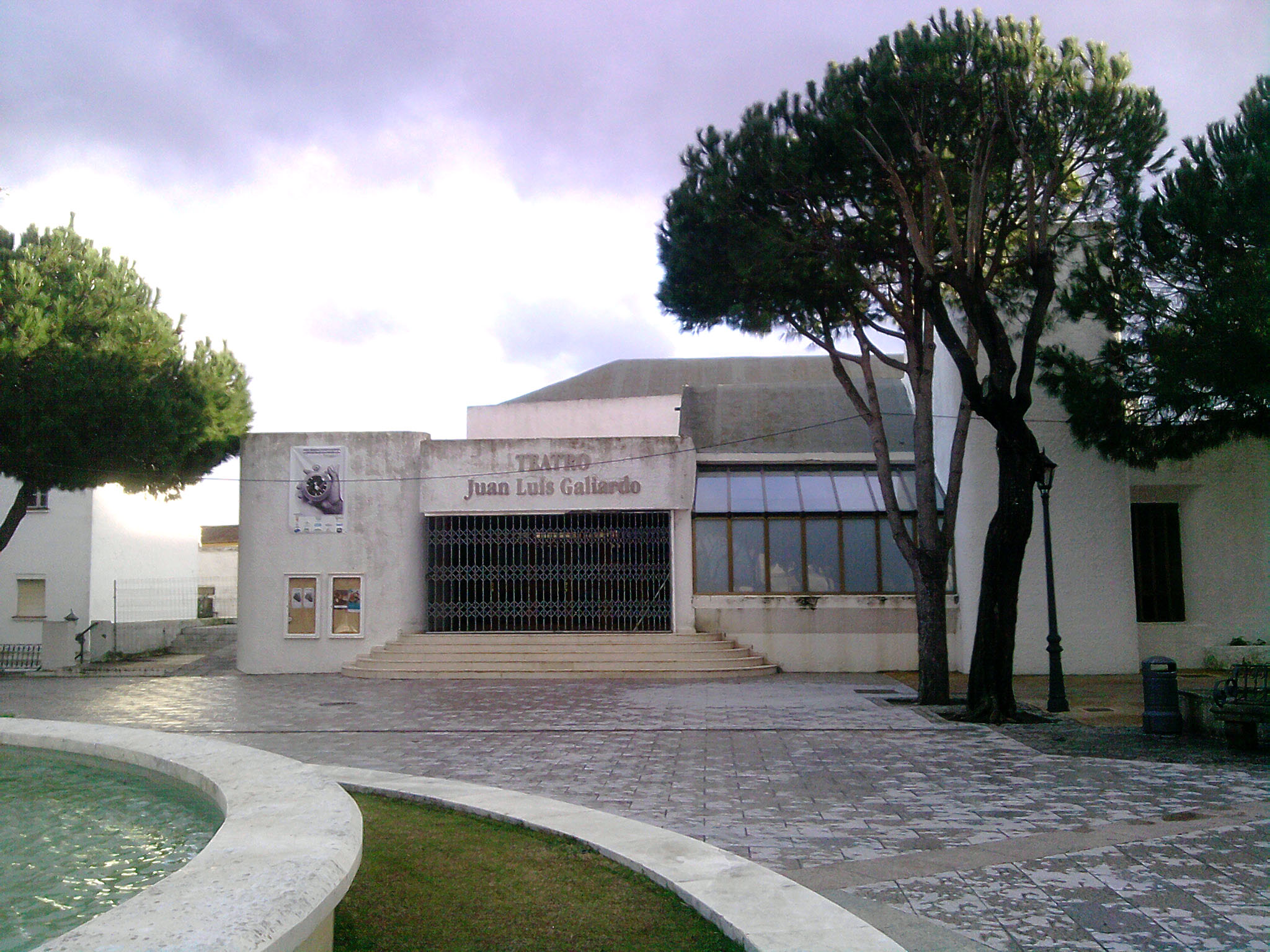
Teatro Juan Luis Galiardo y fuente central

Es una plaza peatonal de aproximadamente 160 metros de largo por 70 de ancho, orientada en dirección oeste-este. En su centro se encuentra una fuente circular, y el resto de la plaza está dividido en cuatro sectores rectangulares. En cada uno de ellos hay una plantación de árboles, para un total de 250 álamos, y un kiosko.
También se encuentra en esta alameda el Teatro Juan Luis Galiardo, única sala de teatro del Campo de Gibraltar, y la Cervecería Cruz Blanca, además de un parque infantil.
La Alameda es sede habitual de eventos públicos como la Feria del Libro, el Mercado Medieval y la fiesta de Todos los Santos.

## Comunicaciones
La Alameda de Alfonso XI es un lugar de conjunción entre distintos barrios del casco de San Roque y punto de encuentro entre sus ciudadanos.
Está rodeada por cuatro calles: Al este, en su entrada principal, limita con la calle Mercedes Huertas y la plaza de Andalucía. Al norte, con la avenida del Ejército. Al oeste, con la avenida de Gibraltar, acceso a la nueva Casa Consistorial, al Edificio Diego Salinas y a la plaza de toros; y al sur, con la calle de Velázquez.
Se accede a la Alameda:
- Desde la salida 117 de la A-7: Por la calle de la Ermita o el Camino del Almendral.
- Desde la salida 118 de la A-7: Por la calle Batallón Cazadores de Tarifa.
- Desde el interior del casco urbano: Por la Calle Nueva y la Calle Terrero Monesterio. También, peatonalmente, desde la Calle San Felipe, la Calle Nogal y la Calle Higuera.

### Terminal de autobuses
En el lado oeste de la Alameda de Alfonso XI, en la Avenida de Gibraltar, está situada la terminal de autobuses de San Roque. Hace las funciones de estación de autobuses, sirviendo como centro de las líneas de transporte urbano de San Roque, y parada de varias las líneas metropolitanas que entran en el casco urbano.
| M-121             | Los Barrios-La Línea                       | Comes            |
| M-130             | San Roque-Algeciras                        | Esteban          |
| M-230             | San Roque-La Línea                         | Comes y Portillo |
| M-240             | Estepona-La Línea                          | Portillo         |
| M-272             | San Pablo de Buceite-La Línea por Hospital | Comes            |
| Autobuses urbanos |                                            |                  |
| 1                 | San Roque Centro-Guadiaro                  | Socibus          |
| 3                 | Campamento-Estación                        | Socibus          |